# NKG2A
NKG2, aussi connu comme CD159 (pour « cluster de différentiation 159 »), est un récepteur pour les cellules tueuses naturelles du système immunitaire. 

## Types
Il existe sept types de NKG2 : A, B, C, D, E, F et H. 
- NKG2D est un récepteur activateur présent à la surface des cellules NK.
- NKG2A se dimérise avec CD94 pour fabriquer un récepteur inhibiteur (CD94/NKG2).
- IPH2201 est un anticorps monoclonal ciblé sur NKG2A [5].